# Hypena quaesitalis
Hypena quaesitalis là một loài bướm đêm trong họ Erebidae.